# Iran na Letnich Igrzyskach Olimpijskich 2020
Iran na Letnich Igrzyskach Olimpijskich 2020 reprezentowało 65 zawodników: 55 mężczyzn i dziesięć kobiet. Był to 18. start reprezentacji Iranu na letnich igrzyskach olimpijskich.

## Zdobyte medale[3]
| Medal  | Zawodnik            | Dyscyplina           | Konkurencja                             | Rezultat                                                                        | Data       |
| ------ | ------------------- | -------------------- | --------------------------------------- | ------------------------------------------------------------------------------- | ---------- |
| Złoto  | Javad Foroughi      | Strzelectwo          | Pistolet pneumatyczny 10 m mężczyzn     | 244,8 pkt                                                                       | 24 lipca   |
| Złoto  | Mohammadreza Garaji | Zapasy               | waga do 67 kg mężczyzn styl klasyczny   | W finale pokonał reprezentanta Ukreiny Parwiz Nasibow 9:1                       | 4 sierpnia |
| Złoto  | Sajad Ganjzadeh     | Karate               | Kumite kategoria powyżej 75 kg mężczyzn | W finale pokonał reprezentanta Arabii Saudyjskiej Tareg Hamedi                  | 7 sierpnia |
| Srebro | Ali Dawudi          | Podnoszenie ciężarów | kategoria powyżej 109 kg mężczyzn       | 441 kg                                                                          | 4 sierpnia |
| Srebro | Hasan Jazdani       | Zapasy               | waga do 86 kg mężczyzn styl wolny       | W finale uległ reprezentantowi Stanów Zjednoczonych David Taylor 3:4            | 5 sierpnia |
| Brąz   | Mohammadhadi Saravi | Zapasy               | waga do 97 kg mężczyzn styl klasyczny   | W pojedynku o brązowy medal pokonał reprezentanta Finlandii Arvi Savolainen 9:2 | 3 sierpnia |
| Brąz   | Amir Hosejn Zare    | Zapasy               | waga do 125 kg mężczyzn styl wolny      | W pojedynku o brązowy medal pokonał reprezentanta Chin Deng Zhiwei 5:0          | 6 sierpnia |

## Skład kadry

### Badminton
| Zawodnik       | Konkurencja        | Faza grupowa             | Faza grupowa                  | Faza grupowa     | Pozycja | 1/8              | Ćwierćfinały     | Półfinały        | Finał            | Finał   | Źródło            |
| Zawodnik       | Konkurencja        | Przeciwnik Wynik         | Przeciwnik Wynik              | Przeciwnik Wynik | Pozycja | Przeciwnik Wynik | Przeciwnik Wynik | Przeciwnik Wynik | Przeciwnik Wynik | Pozycja | Źródło            |
| -------------- | ------------------ | ------------------------ | ----------------------------- | ---------------- | ------- | ---------------- | ---------------- | ---------------- | ---------------- | ------- | ----------------- |
| Sorayya Aghaei | gra pojedyncza (k) | Razzaq 2-0 (21-14, 21-7) | He Bingjiao 0-2 (11-21, 3-21) | N\A              | 2.      | NQ               | NQ               | NQ               | NQ               | 15.     | [ 4 ] [ 5 ] [ 6 ] |

### Boks
| Zawodnik          | Konkurencja            | 1/16             | 1/8              | Ćwierćfinał      | Półfinał         | Finał            | Finał   | Źródło |
| Zawodnik          | Konkurencja            | Przeciwnik Wynik | Przeciwnik Wynik | Przeciwnik Wynik | Przeciwnik Wynik | Przeciwnik Wynik | Miejsce | Źródło |
| ----------------- | ---------------------- | ---------------- | ---------------- | ---------------- | ---------------- | ---------------- | ------- | ------ |
| Danial Shahbakhsh | waga piórkowa mężczyzn | Hamout W 5-0     | Álvarez P RSC    | NQ               | NQ               | NQ               | 9.      | [ 7 ]  |
| Shahin Mousavi    | waga średnia mężczyzn  | Moriwaki P 2-3   | NQ               | NQ               | NQ               | NQ               | 17.     | [ 8 ]  |

### Kajakarstwo
| Zawodnik        | Konkurencja    | Eliminacje | Eliminacje | Ćwierćfinały | Ćwierćfinały | Półfinały | Półfinały | Finał A/B | Finał A/B | Pozycja | Źródło |
| Zawodnik        | Konkurencja    | Czas       | Pozycja    | Czas         | Pozycja      | Czas      | Pozycja   | Czas      | Pozycja   | Pozycja | Źródło |
| --------------- | -------------- | ---------- | ---------- | ------------ | ------------ | --------- | --------- | --------- | --------- | ------- | ------ |
| Ali Aghamirzaei | K-1 1000 m (m) | 3:48,609   | 5.         | 3:52,834     | 4.           | NQ        | NQ        | NQ        | NQ        | NQ      | [ 9 ]  |

### Karate
| Zawodnik         | Konkurencja            | Faza grupowa     | Faza grupowa     | Faza grupowa     | Faza grupowa     | Faza grupowa | Półfinały        | Finał            | Finał   | Źródło                                           |
| Zawodnik         | Konkurencja            | Przeciwnik Wynik | Przeciwnik Wynik | Przeciwnik Wynik | Przeciwnik Wynik | Pozycja      | Przeciwnik Wynik | Przeciwnik Wynik | Pozycja | Źródło                                           |
| ---------------- | ---------------------- | ---------------- | ---------------- | ---------------- | ---------------- | ------------ | ---------------- | ---------------- | ------- | ------------------------------------------------ |
| Sajad Ganjzadeh  | powyżej 75 kg mężczyzn | Kvesić 3:1       | Hamedi 0:0       | Brian Irr 6:0    | Gaysinsky 2:1    | 1.           | Uğur Aktaş 2:0   | Hamedi 4:0       | złoto   | [ 10 ] [ 11 ] [ 12 ] [ 13 ] [ 14 ] [ 15 ] [ 16 ] |
| Sara Bahmanyar   | do 55 kg kobiet        | Özçelik 5:4      | Wen Tzu-yun 1:5  | Goranowa 2:5     | N/A              | 3.           | NQ               | NQ               | 5.      | [ 17 ] [ 18 ] [ 19 ] [ 20 ]                      |
| Hamideh Abbasali | powyżej 61 kg kobiet   | Matoub 4:0       | Quirici 0:4      | Abdelaziz 9:7    | Gong Li 4:8      | 4.           | NQ               | NQ               | 7.      | [ 21 ] [ 22 ] [ 23 ] [ 24 ] [ 25 ]               |

### Kolarstwo

#### Kolarstwo szosowe
| Zawodnik         | Konkurencja                    | Czas       | Pozycja | Źródło |
| ---------------- | ------------------------------ | ---------- | ------- | ------ |
| Saeid Safarzadeh | wyścig ze startu wspólnego (m) | DNF        | DNF     | [ 26 ] |
| Saeid Safarzadeh | jazda indywidualna na czas (m) | 1:05:14,62 | 35.     | [ 26 ] |

### Koszykówka
Turniej mężczyzn
- Reprezentacja mężczyzn

| - Mohammad Sina Vahedi - Philip Jalalpoor - Mohammad Hassanzadeh - Saeid Davarpanah - Mohammad Jamshidi - Samad Nikkhah Bahrami |  | - Hamed Haddadi - Navid Rezaeifar - Mike Rostampour - Aaron Geramipoor - Arsalan Kazemi - Behnam Yakhchali |

| Drużyna | Konkurencja | Faza grupowa     | Faza grupowa             | Faza grupowa     | Faza grupowa | Ćwierćfinały     | Półfinały        | Finał            | Pozycja | Źródło        |
| Drużyna | Konkurencja | Przeciwnik Wynik | Przeciwnik Wynik         | Przeciwnik Wynik | Pozycja      | Przeciwnik Wynik | Przeciwnik Wynik | Przeciwnik Wynik | Pozycja | Źródło        |
| ------- | ----------- | ---------------- | ------------------------ | ---------------- | ------------ | ---------------- | ---------------- | ---------------- | ------- | ------------- |
| Iran    | mężczyźni   | Czechy 78-84     | Stany Zjednoczone 66-120 | Francja 62-79    | 4.           | NQ               | NQ               | NQ               | 12.     | [ 27 ] [ 28 ] |

### Lekkoatletyka
Konkurencje biegowe
| Zawodnik        | Konkurencja | Eliminacje | Eliminacje | Runda 1 | Runda 1 | Półfinał | Półfinał | Finał | Finał   | Źródło |
| Zawodnik        | Konkurencja | Wynik      | Miejsce    | Wynik   | Miejsce | Wynik    | Miejsce  | Wynik | Miejsce | Źródło |
| --------------- | ----------- | ---------- | ---------- | ------- | ------- | -------- | -------- | ----- | ------- | ------ |
| Hassan Taftian  | 100 m (m)   | N/A        | N/A        | 10,19   | 4.      | NQ       | NQ       | NQ    | NQ      | [ 29 ] |
| Farzaneh Fasihi | 100 m (k)   | 11,76      | 1.         | 11,79   | 8.      | NQ       | NQ       | NQ    | NQ      | [ 30 ] |

Konkurencje techniczne
| Zawodnik     | Konkurencja      | Kwalifikacje | Kwalifikacje | Finał | Finał   | Źródło |
| Zawodnik     | Konkurencja      | Wynik        | Miejsce      | Wynik | Miejsce | Źródło |
| ------------ | ---------------- | ------------ | ------------ | ----- | ------- | ------ |
| Ehsan Hadadi | rzut dyskiem (m) | 58,98        | 26.          | NQ    | NQ      | [ 31 ] |

### Łucznictwo
| Zawodnik     | Konkurencja       | Runda rankingowa | Runda rankingowa | 1/64             | 1/32             | 1/16             | 1/8              | Ćwierćfinały     | Półfinały        | Finał            | Finał   | Źródło               |
| Zawodnik     | Konkurencja       | Wynik            | Miejsce          | Przeciwnik Wynik | Przeciwnik Wynik | Przeciwnik Wynik | Przeciwnik Wynik | Przeciwnik Wynik | Przeciwnik Wynik | Przeciwnik Wynik | Pozycja | Źródło               |
| ------------ | ----------------- | ---------------- | ---------------- | ---------------- | ---------------- | ---------------- | ---------------- | ---------------- | ---------------- | ---------------- | ------- | -------------------- |
| Milad Vaziri | indywidualnie (m) | 629              | 63.              | Ellison P 0-6    | NQ               | NQ               | NQ               | NQ               | NQ               | NQ               | 33.     | [ 32 ] [ 33 ] [ 34 ] |

### Pływanie
| Zawodnik      | Konkurencja          | Eliminacje | Eliminacje | Półfinał | Półfinał | Finał | Finał   | Źródło               |
| Zawodnik      | Konkurencja          | Czas       | Miejsce    | Czas     | Miejsce  | Czas  | Miejsce | Źródło               |
| ------------- | -------------------- | ---------- | ---------- | -------- | -------- | ----- | ------- | -------------------- |
| Matin Balsini | 200 m motylkowym (m) | 1:59,97    | 33.        | NQ       | NQ       | NQ    | NQ      | [ 35 ] [ 36 ] [ 37 ] |

### Podnoszenie ciężarów
| Zawodnik    | Konkurencja      | Rwanie | Rwanie  | Podrzut | Podrzut | Razem  | Pozycja | Źródło |
| Zawodnik    | Konkurencja      | Wynik  | Pozycja | Wynik   | Pozycja | Razem  | Pozycja | Źródło |
| ----------- | ---------------- | ------ | ------- | ------- | ------- | ------ | ------- | ------ |
| Ali Haszemi | -109 kg mężczyzn | 184 kg | 5.      | DNF     | DNF     | DNF    | DNF     | [ 38 ] |
| Ali Dawudi  | +109 kg mężczyzn | 200 kg | 2.      | 241 kg  | 2.      | 441 kg | srebro  | [ 38 ] |

### Siatkówka
Turniej mężczyzn
- Reprezentacja mężczyzn

| - Milad Ebadipur - Sa’id Maruf - Mohammad Musawi - Masoud Gholami - Amir Ghafur - Saber Kazemi |  | - Morteza Szarifi - Aljasghar Modżarad - Mejsam Salehi - Mahdi Marandi - Arman Salehi - Dżawad Karimisuchelmaei |

| Drużyna | Konkurencja      | Faza grupowa     | Faza grupowa     | Faza grupowa     | Faza grupowa     | Faza grupowa     | Faza grupowa | Ćwierćfinały     | Półfinały        | Finał            | Pozycja | Źródło |
| Drużyna | Konkurencja      | Przeciwnik Wynik | Przeciwnik Wynik | Przeciwnik Wynik | Przeciwnik Wynik | Przeciwnik Wynik | Pozycja      | Przeciwnik Wynik | Przeciwnik Wynik | Przeciwnik Wynik | Pozycja | Źródło |
| ------- | ---------------- | ---------------- | ---------------- | ---------------- | ---------------- | ---------------- | ------------ | ---------------- | ---------------- | ---------------- | ------- | ------ |
| Iran    | turniej mężczyzn | Polska W 3:2     | Wenezuela W 3:0  | Kanada P 0:3     | Włochy P 1:3     | Japonia P 2:3    | 5.           | NQ               | NQ               | NQ               | 9.      | [ 39 ] |

### Strzelectwo
| Zawodnik                        | Konkurencja                         | Kwalifikacje | Kwalifikacje | Kwalifikacje – Faza 2 | Kwalifikacje – Faza 2 | Finał | Finał   | Źródło                      |
| Zawodnik                        | Konkurencja                         | Wynik        | Pozycja      | Wynik                 | Pozycja               | Wynik | Pozycja | Źródło                      |
| ------------------------------- | ----------------------------------- | ------------ | ------------ | --------------------- | --------------------- | ----- | ------- | --------------------------- |
| Mahyar Sedaghat                 | karabin pneumatyczny (m)            | 629,1        | 9.           | N/A                   | N/A                   | NQ    | NQ      | [ 40 ] [ 41 ]               |
| Mahyar Sedaghat                 | karabin małokalibrowy 3 postawy (m) | 1168-56x     | 20.          | N/A                   | N/A                   | NQ    | NQ      | [ 42 ] [ 43 ]               |
| Fatemeh Karamzadeh              | karabin pneumatyczny (k)            | 624,9        | 23.          | N/A                   | N/A                   | NQ    | NQ      | [ 44 ] [ 45 ]               |
| Armina Sadeghian                | karabin pneumatyczny (k)            | 622,6        | 30.          | N/A                   | N/A                   | NQ    | NQ      | [ 44 ] [ 45 ]               |
| Najmeh Khedmati                 | karabin małokalibrowy 3 postawy (k) | 1165-52x     | 18.          | N/A                   | N/A                   | NQ    | NQ      | [ 46 ] [ 47 ]               |
| Fatemeh Karamzadeh              | karabin małokalibrowy 3 postawy (k) | 1163-50x     | 22.          | N/A                   | N/A                   | NQ    | NQ      | [ 46 ] [ 47 ]               |
| Najmeh Khedmati Mahyar Sedaghat | karabin pneumatyczny (mikst)        | 624,9        | 15.          | N/A                   | N/A                   | NQ    | NQ      | [ 48 ] [ 49 ] [ 50 ] [ 51 ] |
| Javad Foroughi                  | pistolet pneumatyczny (m)           | 580-25x      | 5.           | N/A                   | N/A                   | 244,8 | złoto   | [ 52 ] [ 53 ]               |
| Hanieh Rostamian                | pistolet pneumatyczny (k)           | 576-19x      | 10.          | N/A                   | N/A                   | NQ    | NQ      | [ 54 ] [ 55 ]               |
| Hanieh Rostamian                | pistolet sportowy (k)               | 577-16x      | 28.          | N/A                   | N/A                   | NQ    | NQ      | [ 56 ]                      |
| Hanieh Rostamian Javad Foroughi | pistolet pneumatyczny (mikst)       | 575-18x      | 8.           | 382-13x               | 5.                    | NQ    | NQ      | [ 57 ] [ 58 ] [ 59 ] [ 60 ] |

### Szermierka
| Zawodnik                                                       | Konkurencja              | 1/32             | 1/16             | 1/8              | Ćwierćfinały     | Półfinały                   | Finał/o 3. miejsce | Finał/o 3. miejsce | Źródło |
| Zawodnik                                                       | Konkurencja              | Przeciwnik Wynik | Przeciwnik Wynik | Przeciwnik Wynik | Przeciwnik Wynik | Przeciwnik Wynik            | Przeciwnik Wynik   | Pozycja            | Źródło |
| -------------------------------------------------------------- | ------------------------ | ---------------- | ---------------- | ---------------- | ---------------- | --------------------------- | ------------------ | ------------------ | ------ |
| Ali Pakdaman                                                   | szabla indywidualnie (m) | N/A              | Szatmári W 15-12 | Hartung W 15-9   | Szilágyi P 6-15  | NQ                          | NQ                 | 5.                 | [ 61 ] |
| Mojtaba Abedini                                                | szabla indywidualnie (m) | N/A              | Gordon W 15-10   | Szilágyi P 7-15  | NQ               | NQ                          | NQ                 | 11.                | [ 61 ] |
| Mohammad Rahbari                                               | szabla indywidualnie (m) | N/A              | Apithy W 15-13   | Samele P 7-15    | NQ               | NQ                          | NQ                 | 15.                | [ 61 ] |
| Ali Pakdaman Mojtaba Abedini Mohammad Rahbari Mohammad Fotouhi | szabla drużynowo (m)     | N/A              | N/A              | N/A              | Włochy · P 44-45 | Stany Zjednoczone · W 45-36 | Egipt · P 24-45    | 6.                 | [ 64 ] |

### Taekwondo
| Zawodnik           | Konkurencja     | 1/16             | 1/8                  | Ćwierćfinał      | Półfinał         | Repesaż              | Finał/3. miejsce | Finał/3. miejsce | Źródło |
| Zawodnik           | Konkurencja     | Przeciwnik Wynik | Przeciwnik Wynik     | Przeciwnik Wynik | Przeciwnik Wynik | Przeciwnik Wynik     | Przeciwnik Wynik | Pozycja          | Źródło |
| ------------------ | --------------- | ---------------- | -------------------- | ---------------- | ---------------- | -------------------- | ---------------- | ---------------- | ------ |
| Armin Hadipour     | -58 kg mężczyzn | N/A              | Ochoa W 22-19        | Guzmán P 6-28    | NQ               | NQ                   | NQ               | 9.               | [ 65 ] |
| Mirhashem Hosseini | -68 kg mężczyzn | N/A              | Huang Yu-jen W 18-15 | Rashitov P 22-34 | NQ               | Lee Dae-hoon P 12-14 | NQ               | 7.               | [ 66 ] |
| Nahid Kiani        | -57 kg kobiet   | Alizadeh P 9-18  | NQ                   | NQ               | NQ               | NQ                   | NQ               | 17.              | [ 67 ] |

### Tenis stołowy
| Zawodnik     | Konkurencja        | Eliminacje       | Runda 1          | Runda 2          | Runda 3          | 1/8 finału       | Ćwierćfinały     | Półfinały        | Finał            | Finał   | Źródło |
| Zawodnik     | Konkurencja        | Przeciwnik Wynik | Przeciwnik Wynik | Przeciwnik Wynik | Przeciwnik Wynik | Przeciwnik Wynik | Przeciwnik Wynik | Przeciwnik Wynik | Przeciwnik Wynik | Pozycja | Źródło |
| ------------ | ------------------ | ---------------- | ---------------- | ---------------- | ---------------- | ---------------- | ---------------- | ---------------- | ---------------- | ------- | ------ |
| Nima Alamian | gra pojedyncza (m) | N/A              | Drinkhall P 1-4  | NQ               | NQ               | NQ               | NQ               | NQ               | NQ               | 49.     | [ 68 ] |

### Wioślarstwo
| Zawodnik       | Konkurencja | Eliminacje | Eliminacje | Repesaż | Repesaż | Ćwierćfinały | Ćwierćfinały | Półfinały | Półfinały       | Finał   | Finał      | Miejsce | Źródło |
| Zawodnik       | Konkurencja | Czas       | M.         | Czas    | M.      | Czas         | M.           | Czas      | M.              | Czas    | M.         | Miejsce | Źródło |
| -------------- | ----------- | ---------- | ---------- | ------- | ------- | ------------ | ------------ | --------- | --------------- | ------- | ---------- | ------- | ------ |
| Nazanin Malaei | W1x         | 7:59,01    | 3.         | N/A     | N/A     | 8:07,32      | 3.           | 7:45,52   | 6. Półfinał A/B | 7:42,57 | 5. Finał B | 11.     | [ 69 ] |

### Zapasy
| Zawodnik                     | Konkurencja                     | 1/16 finału      | 1/8 finału         | Ćwierćfinał      | Półfinał           | Repesaż 1             | Finał               | Finał   | Źródło |
| Zawodnik                     | Konkurencja                     | Przeciwnik Wynik | Przeciwnik Wynik   | Przeciwnik Wynik | Przeciwnik Wynik   | Przeciwnik Wynik      | Przeciwnik Wynik    | Pozycja | Źródło |
| ---------------------------- | ------------------------------- | ---------------- | ------------------ | ---------------- | ------------------ | --------------------- | ------------------- | ------- | ------ |
| Ali Reza Nejati              | -60 kg mężczyzn styl klasyczny  | N/A              | Melikian P 5-5     | NQ               | NQ                 | NQ                    | NQ                  | 10.     | [ 70 ] |
| Mohammadreza Garaji          | -67 kg mężczyzn styl klasyczny  | N/A              | Julián Horta W 8-0 | Stäbler W 5-5    | Zoidze W 6-1       | N/A                   | Nasibow W 9-1       | złoto   | [ 71 ] |
| Mohammadali Garaji           | -77 kg mężczyzn styl klasyczny  | N/A              | Peña W 7-3         | Starčević W 5-5  | Lőrincz P 5-6      | N/A                   | Yabiku P 3-13       | 5.      | [ 72 ] |
| Mohammadhadi Saravi          | -97 kg mężczyzn styl klasyczny  | N/A              | Budżamalin W 9-0   | Miłow W 6-0      | Aleksanian P 1-4   | N/A                   | Savolainen W 9-1    | brąz    | [ 73 ] |
| Amin Mirzazade               | -130 kg mężczyzn styl klasyczny | N/A              | Kim Min-seok W 6-0 | López P 0-8      | NQ                 | Alexuc-Ciurariu W 5-1 | Kayaalp P 2-7       | 5.      | [ 74 ] |
| Reza Atri                    | -57 kg mężczyzn styl wolny      | N/A              | Atlı W 3-2         | Bechbajar W 5-1  | Ugujew P 3-8       | N/A                   | Gilman P 1-9        | 13.     | [ 75 ] |
| Morteza Ghijasi              | -65 kg mężczyzn styl wolny      | N/A              | Akmatalijew W 5-1  | Kumar P 1-2      | NQ                 | NQ                    | NQ                  | 8.      | [ 77 ] |
| Mostafa Hosejnchani          | -74 kg mężczyzn styl wolny      | N/A              | Dake P 0-4         | NQ               | NQ                 | NQ                    | NQ                  | 15.     | [ 78 ] |
| Hasan Jazdani                | -86 kg mężczyzn styl wolny      | N/A              | Szapijew W 11-2    | Reichmuth W 12-1 | Najfonow W 7-1     | N/A                   | David Taylor P 1-12 | srebro  | [ 79 ] |
| Mohammad Hosejn Mohammadijan | -97 kg mężczyzn styl wolny      | N/A              | Odikadze P 3-6     | NQ               | NQ                 | NQ                    | NQ                  | 13.     | [ 80 ] |
| Amir Hosejn Zare             | -125 kg mężczyzn styl wolny     | N/A              | Chocianiwski W 7-0 | Shala W 13-2     | Petriaszwili P 3-6 | N/A                   | Deng Zhiwei W 5-0   | brąz    | [ 81 ] |